# توماسیان
توماسیان (زبان ارمنی: Թումասյան), یکی از نام‌های خانوادگی رایج در میان ارمنیان می‌باشد.
- آرتور توماسیان، فیزیک‌دان، سیاست‌مدار، قانون‌گذار و استاد دانشگاه
- لوسینه توماسیان، مسابقه‌دهنده زیبایی دختر شایسته
- روبن توماسیان، سیاست‌مدار
- سرگئی توماسیان (بازیگر)، هنرپیشه
- سورن توماسیان، سیاست‌مدار و دیپلمات
- مارات توماسیان،  بوکسور آماتور
- واچه توماسیان، هنرپیشه، کمدین، شومن، و فیلم‌نامه‌نویس
- هرایر توماسیان،

## مرتبط
- خانه توماس توماسیان،

## منبع
- Հովակիմյան, Բախտիար (2005). Հայոց ծածկանունների բառարան (PDF). Երևան: ԵՊՀ հրատ.